# Galyn Görg
Galyn Görg, född 15 juli 1964, död 14 juli 2020, var en amerikansk skådespelerska och dansare, mest känd för sin roll i filmen RoboCop 2 som Angie, skurken Cains flickvän och som Lt Maxwell; i tv-programmet Twin Peaks. Görg blev även känd i Italien som dansare på italiensk tv.

## Biografi
Görg föddes i Los Angeles, Kalifornien, hennes mor var skådespelerska och modell, fadern var dokumentärfilmare. Hon växte upp på Hawaii och studerade humaniora på Santa Monica City College. Görg dog i cancer den 14 juli 2020, en dag före sin 56-årsdag. Hon fick diagnosen veckan innan hon dog.

## Karriär
Görgs karriär började med dans. Hon var utbildad i bl.a jazzdans, balett och hiphop. Hon tränade ihop med Roland Dupree Dance Academy för att sen fortsätta att arbeta med koreografer som t.ex. som Debbie Allen, Michael Peters och Marguerite Derricks.
Görg arbetade med film, tv, musikvideor och liveföreställningar i olika delar av världen, bl.a i Mellanöstern, Italien, Mexiko, Nya Zeeland och Kanada. Hon medverkade som dansare i ZZ Tops musikvideo "Sharp Dressed Man". Görg uppträdde som dansare i två olika italienska varietéprogram, Fantastico på kanalen RAI och SandraRaimondo Show på kanalen Canale 5. Görg var även skådespelerska, de mest kända filmerna hon medverkade i var Robocop 2 och Pointbreak.